# Old Bailey

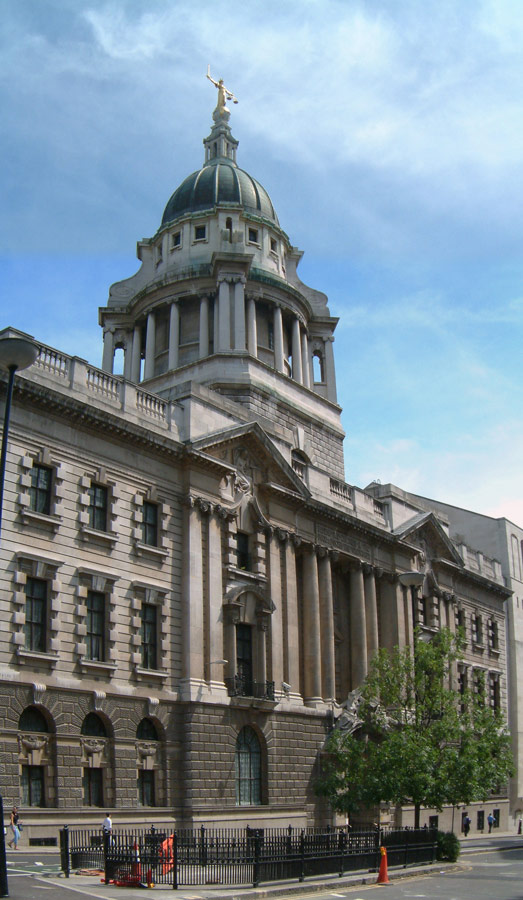
Old Bailey w Londynie

Old Bailey – sąd w Londynie prowadzący sprawy dotyczące ciężkich przestępstw kryminalnych. Funkcjonował od XVI w. będąc jedną z najdłużej działających instytucji biurokratycznych w zachodnim świecie.
W 1834 r. jego jurysdykcja została rozciągnięta na całą Anglię i od tego czasu funkcjonował jako Centralny Sąd Kryminalny (Central Criminal Court). W 1855 r. sprawy dotyczące mniej poważnych przestępstw zostały relegowane do sądów pokoju. 
Między 1674 i 1913 r. opisy rozpraw sądowych były publikowane w The Old Bailey Proceedings.